# Ruscellamento

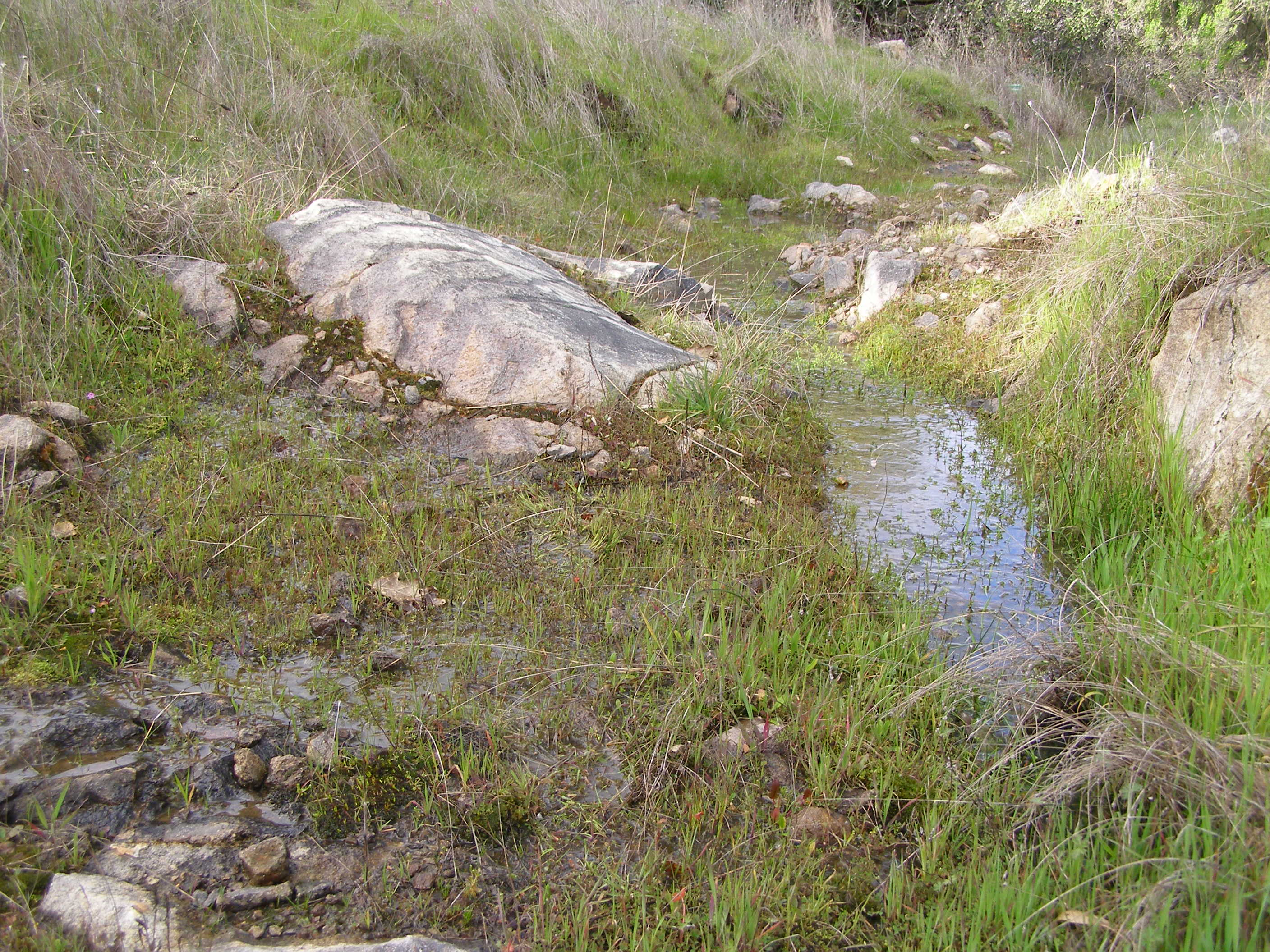
Ruscellamento su un terreno inerbito giunto a saturazione

In idrologia, il ruscellamento è il fenomeno di scorrimento delle acque piovane sulla superficie del terreno che si verifica quando esse non possono penetrare in profondità perché è stata superata la capacità di infiltrazione che caratterizza il terreno stesso.
Tale superamento può avvenire o perché la portata d'acqua che raggiunge la superficie è maggiore della capacità di infiltrazione (portata di pioggia - portata di infiltrazione = portata di ruscellamento) o perché è stata raggiunta la saturazione dei vuoti presenti nel terreno (portata di infiltrazione = 0 e quindi portata di pioggia = portata di ruscellamento). Esso è dunque parte del ciclo idrologico andando ad alimentare ruscelli, torrenti, fiumi e laghi tornando infine l'acqua (non evaporata) in mare.

## Descrizione
Ovviamente la quantità d'acqua massima assorbibile dal terreno nell'unità di tempo è funzione della tipologia del terreno stesso. Nei terreni impermeabili si verifica sempre l'ultimo caso descritto.
Nei terreni permeabili, se la portata di origine meteorica che raggiunge la superficie è minore della capacità di infiltrazione, inizialmente il ruscellamento non avviene perché il terreno è in grado di recepire l'intero volume d'acqua. Al raggiungimento della saturazione, si innesca il fenomeno dello scorrimento in superficie. Tale condizione viene quindi raggiunta dopo un intervallo di tempo che dipende dallo stato di saturazione iniziale del terreno e dalla durata della pioggia. Infatti, può avvenire che la pioggia finisca prima che il terreno venga saturato e quindi l'intero volume di pioggia raggiunga le falde acquifere sotterranee senza dare luogo a deflussi superficiali.
Il meccanismo descritto è importante per i bilanci idrologici, e conseguentemente per quelle valutazioni riguardanti la stima delle disponibilità idriche ai fini degli usi antropici dell'acqua, la stima delle portate di piena nei bacini idrografici ai fini del dimensionamento delle opere di protezione dai rischi idraulici (inondazioni), la valutazione delle portate da drenare con i sistemi di fognatura urbani, ecc.
Altri fattori intervengono nel bilancio idrologico. Infatti non tutto il volume della pioggia si trasforma in infiltrazione e ruscellamento. Una frazione del volume di pioggia ritorna in atmosfera per l'effetto combinato della intercettazione da parte, principalmente, della copertura vegetale del terreno e della successiva evaporazione. Tale perdita si ha nella fase iniziale della pioggia ed è limitata ad un valore assoluto da considerare costante che, quindi, diventa trascurabile per piogge di una certa intensità. Una frazione più significativa del volume di pioggia torna in atmosfera per effetto della evapotraspirazione. È il processo con cui la copertura vegetale sottrae l'acqua allo strato superficiale del terreno e la restituisce in atmosfera per traspirazione dagli stomi. È un processo lento che, quindi, risulta trascurabile nel caso di un evento di pioggia concentrato nel tempo.

## Influenza umana
L'urbanizzazione aumenta il deflusso superficiale creando superfici più impermeabili come pavimentazione ed edifici che non consentono la percolazione dell'acqua attraverso il suolo fino alla falda acquifera.
Quando i contaminanti antropici vengono disciolti o sospesi nel deflusso, l'impatto umano si espande per creare inquinamento dell'acqua. Questo carico inquinante può raggiungere varie acque riceventi come ruscelli, fiumi, laghi, e oceani con conseguenti modifiche chimiche dell'acqua a questi sistemi idrici e ai relativi ecosistemi.
Poiché gli esseri umani continuano ad alterare il clima attraverso l'aggiunta di gas serra nell'atmosfera, si prevede che i modelli delle precipitazioni cambieranno con l'aumento della capacità atmosferica di vapore acqueo. Ciò avrà conseguenze dirette sugli importi di deflusso.

## Bioswales

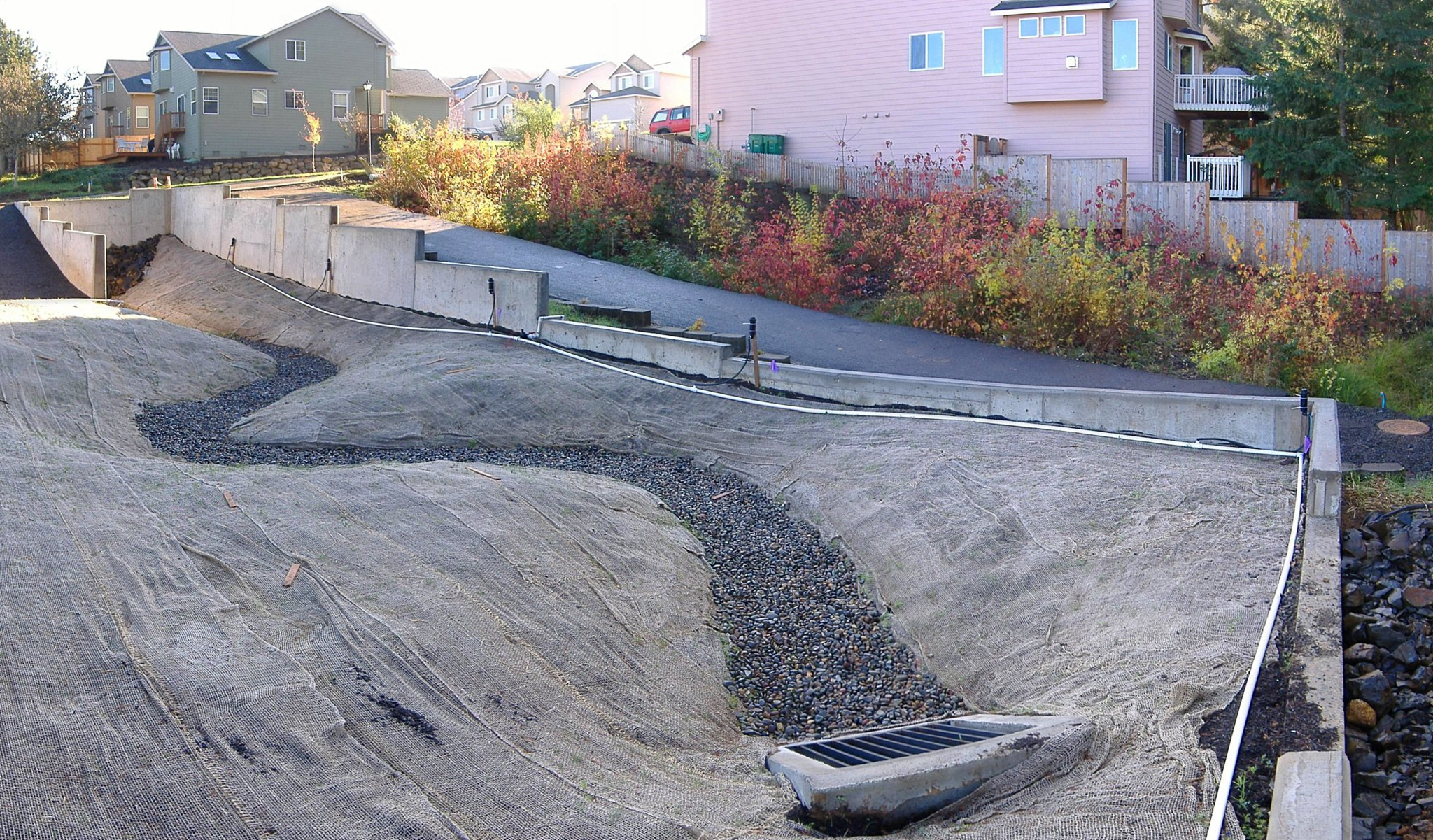
Due bioswales per un complesso residenziale. Quello in primo piano è in costruzione mentre quello sullo sfondo è stabilito.

I bioswales sono canali progettati per concentrare e convogliare il ruscellamento rimuovendo detriti e inquinamento. I bioswales possono anche essere utili per ricaricare le acque sotterranee.
I bioswales sono tipicamente vegetati, pacciamati o xeriscaped. Sono costituiti da un corso di drenaggio ondulato con lati leggermente inclinati (meno del 6%).
I bioswales lavorano per rimuovere gli inquinanti attraverso la vegetazione e il suolo. Mentre il deflusso dell'acqua piovana scorre attraverso il bioswale, gli inquinanti vengono catturati e depositati dalle foglie e dagli steli delle piante. Gli inquinanti entrano quindi nel terreno dove si decompongono o possono essere scomposti dai batteri in un terreno sano.
Esistono diverse classi di inquinanti dell'acqua che possono essere raccolti o arrestati con bioswales. Questi rientrano nelle categorie di limo, contaminanti inorganici, prodotti chimici organici e agenti patogeni.

## Galleria d'immagini

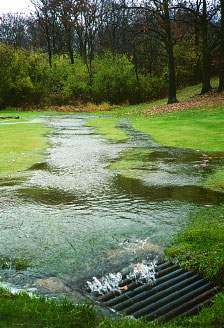
Deflusso
Il lavaggio a causa di precipitazioni contamina i corsi d'acqua locali
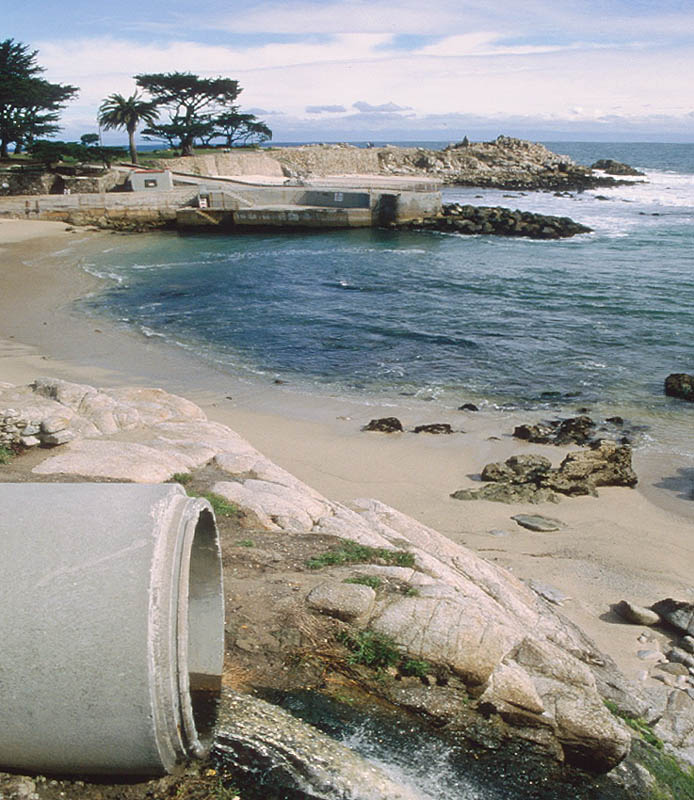
Deflusso delle acque superficiali urbane
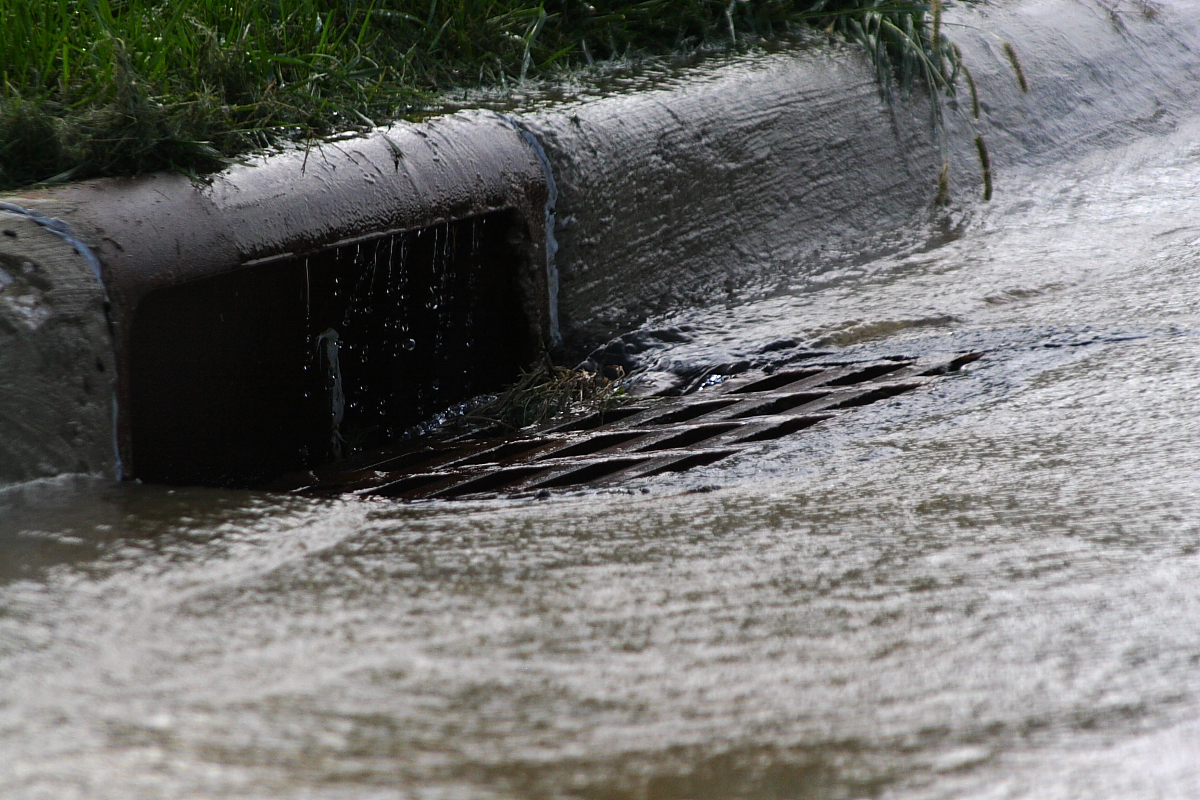
Deflusso urbano che scorre in un tombino
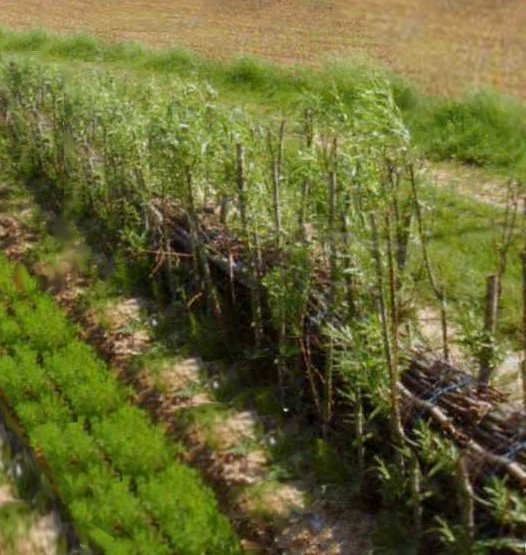
Siepe di salice rafforzata con fascini per la limitazione del deflusso nel Nord della Francia
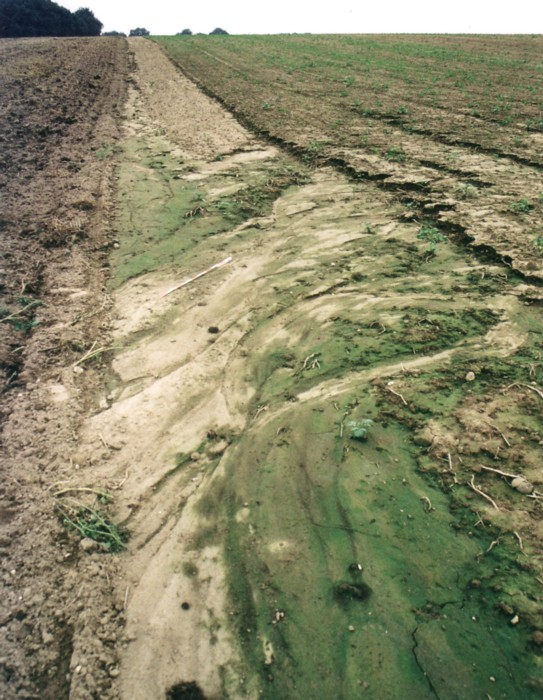
Erosione del suolo da parte dell'acqua su terreni coltivati in modo intensivo
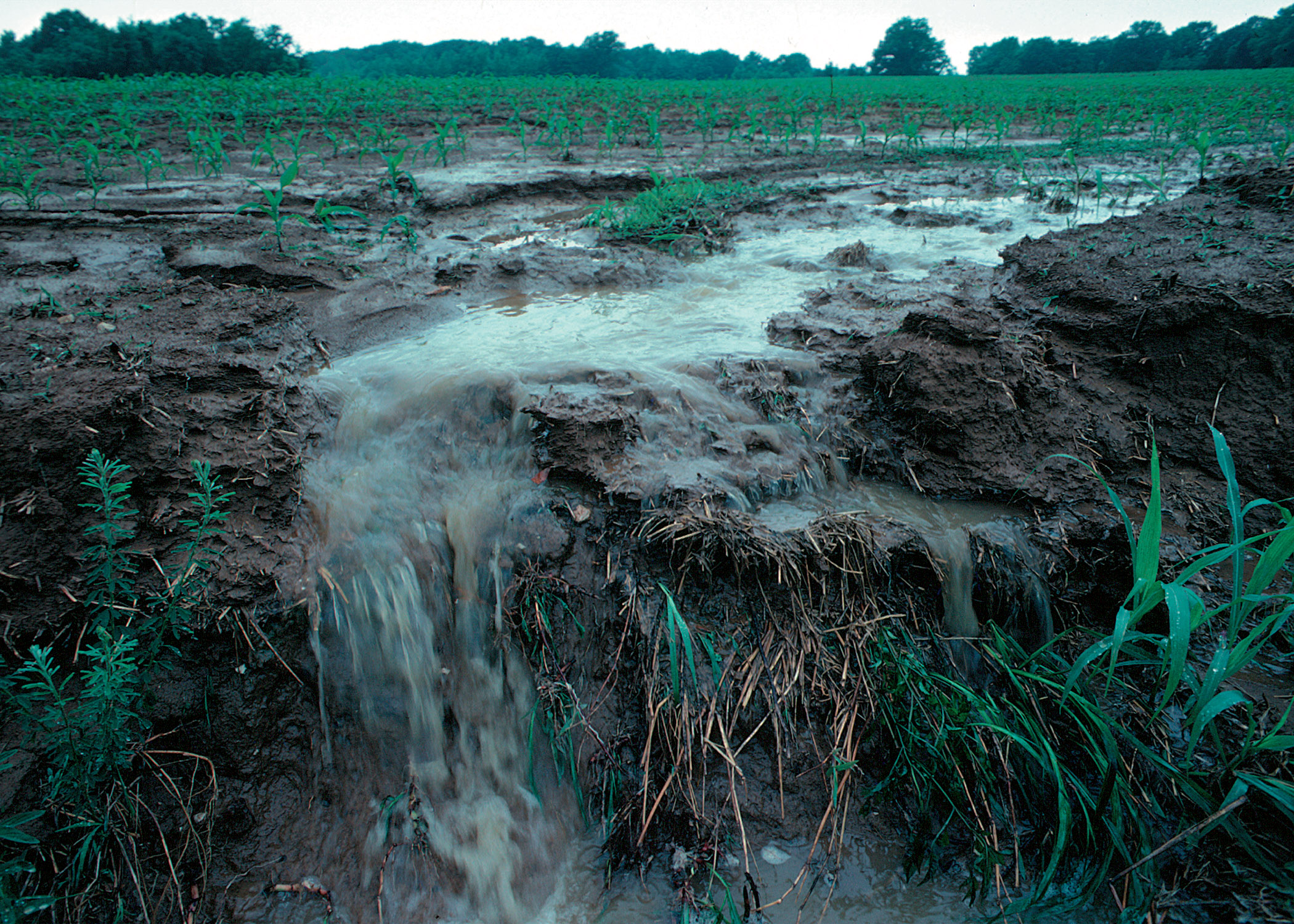
Deflusso di terreni agricoli
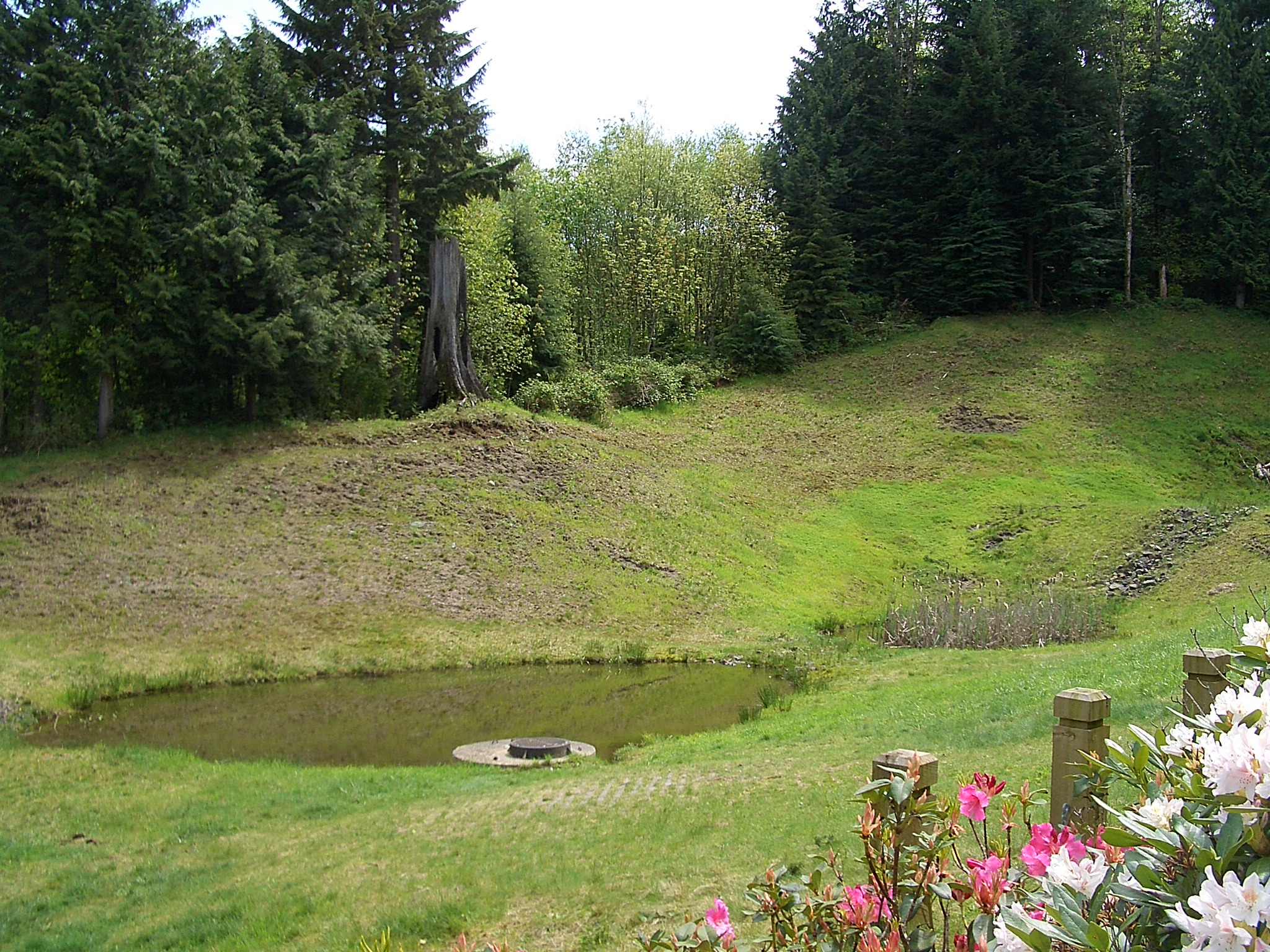
Stagni di deflusso (quartiere Uplands di North Bend, Washington)